# Повістка до суду
«Повістка до суду» — радянський двосерійний художній телефільм 1988 року, знятий на кіностудії «Білорусьфільм».

## Сюжет
Дружина електрика Івана, втомившись від пияцтва чоловіка, звертається в колгоспний суд з позовом щодо позбавлення його батьківських прав. Старший брат Івана, що колись кинув осиротілого братика одного в селі і тепер приїхав в гості з Москви, вирішує не засуджувати його, а допомогти йому вибратися з трясовини запою…

## У ролях
- Петро Лисойван — Вітя Лучников (Вітаха)
- Олексій Небольсін — Ваня / Альоша, молодший брат Віті
- Борис Плотников — Віктор Андрійович Лучников
- Олексій Булдаков — Іван Васильович
- Галина Кухальська — Валентина, дружина Івана
- Галина Макарова — Тетяна Матвіївна, бабуся
- Павло Кормунін — Степан Ілліч
- Олена Міхлюкова — Фаїна
- Артур Денисович — Васька Зудов
- Зоя Осмоловська — Галина Митрофанівна
- Алла Єльяшевич — дружина Віктора
- Олександр Продан — Андрій, син Віктора
- Олександр Суцковер — Федір Іванович, директор школи
- Анатолій Терпицький — Василь Федорович, майстер
- Микола Мерзликін — Олексій Олексійович, директор училища
- Є. Домбровська — епізод
- Віталій Котовицький — вчитель музики
- Едуард Гарячий — лікар (озвучив Петро Юрченков)
- Олександр Верещагін — фельдшер
- Володимир Халіп — 'директор курсів
- В'ячеслав Солодилов — Андрій Гаврилович, батько Івана
- Валентин Букін — лжешофер
- Михайло Петров — шофер
- Є. Демидович — епізод
- Олександр Курлович — епізод
- Д. Лущик — епізод
- Н. Дробиш — епізод
- Тамара Пузиновська — Надія Тимофіївна, сестра Валентини
- Єгор Дударенко — Єгорка
- Яна Рашевська — Яна
- Ігор Єфімов — Василь Зудов
- Володимир Корпусь — Микола
- Н. Колоша — епізод
- Олександр Безпалий — продавець будинку
- А. Нєупокоєв — епізод
- О. Войтко — епізод
- Наталія Кочеткова — матір
- Георгій Волков — вихователь
- Віталій Дудін — Микола Миколайович, директор дитбудинку
- Віктор Мережко — Саша
- Віктор Хатеновський — ханурик

## Знімальна група
- Режисер — Віталій Дудін
- Сценаристи — Віктор Мережко, Віталій Дудін
- Оператор — Володимир Калашников
- Композитор — Володимир Рябов
- Художник — Лев Грудєв